# Phenylglycinol
Phenylglycinol ist eine chemische Verbindung aus der Gruppe der chiralen 1,2-Aminoalkohole. Phenylglycinol leitet sich von der Aminosäure α-Phenylglycin ab, weshalb die gebräuchlichste Form, wie auch beim α-Phenylglycin, enantiomerenrein in der (R)-Konfiguration vorliegt. Das Enantiomer (S)-Phenylglycinol und das racemische (RS)-Phenylglycinol besitzen eher geringe Bedeutung.

## Gewinnung und Darstellung
(R)-Phenylglycinol kann durch Reduktion von (R)-Phenylglycin mit Lithiumaluminiumhydrid oder Boran-Dimethylsulfid-Komplex hergestellt werden. Durch biokatalytische Kaskaden kann enenantiomerenreines Phenylglycinol sowohl in (R)- oder (S)-Konfiguration aus (S)-Phenylalanin als auch in der (R)-Form aus Styroloxid gewonnen werden.

## Verwendung
Phenylglycinol kann in der Synthese von enantiomerenreinen Oxazolin-Katalysatoren verwendet werden. Eine weitere Anwendung findet sich als Auxiliar in diastereoselektiven Strecker-Reaktionen und als Synthesebaustein für chirale Organokatalysatoren.